# Кабанихин, Сергей Игоревич
Сергей Игоревич Кабанихин (род. 27 декабря 1952 года) — советский и российский математик, специалист в области вычислительной математики, создания, исследования и применения численных методов решения обратных задач математической физики, член-корреспондент РАН (2011), главный научный сотрудник, ИВМиМГ СО РАН, заведующий кафедрой математических методов геофизики механико-математического факультета НГУ, директор Международного математического центра ИМ СО РАН.

## Биография
Родился 27 декабря 1952 года в посёлке Батагай Верхоянского района Якутии в семье геологов.
В 1975 году окончил механико-математический факультет Новосибирского государственного университета. В 1975—1978 годах учился в аспирантуре ВЦ СО АН СССР.
В 1978 году защитил кандидатскую диссертацию «Некоторые обратные задачи для гиперболических уравнений и конечно-разностные методы их исследования» (научный руководитель — чл.-корр. РАН В. Г. Романов); в 1990 году — докторскую диссертацию «Проекционно-разностные методы определения коэффициентов гиперболических уравнений». В 1993 году присвоено учёное звание профессора.
С 1978 года по 2021 год работал в Институте вычислительной математичкой и математической геофизики СО РАН.
С 2014 года — заведующий кафедрой математических методов геофизики механико-математического факультета НГУ.
В настоящее время работает в Институте математики имени С. Л. Соболева СО РАН в должности директора Международного математического центра ИМ СО РАН (с 2021 года).
В 2011 году избран членом-корреспондентом РАН.

## Научная деятельность
Основные научные результаты:
- доказаны теоремы единственности и условной устойчивости решения обратных задачи геофизики, акустики, электродинамики ;
- разработаны и обоснованы новые численные алгоритмы решения обратных задач геофизики, акустики, электродинамики, созданы комплексы программ;
- получены оценки скорости сходимости оптимизационных методов решения обратных и некорректных задач;
- построены многомерные аналоги уравнений И. М. Гельфанда, Б. М. Левитана и М. Г. Крейна для обратных задач акустики и теории упругости.

С 1978 года по настоящее время — ассистент, доцент, профессор, с 2014 года — заведующий кафедрой математических методов геофизики механико-математического факультета НГУ.
Под его руководством защищены 6 докторских и 18 кандидатских диссертаций.
Автор учебника «Обратные и некорректные задачи», рекомендованного НМС по математике Минобрнауки России в качестве учебного пособия для студентов механико-математических факультетов (2009 год), семи монографий, три из которых изданы за рубежом.
Главный редактор журналов «Journal of Inverse and Ill-Posed Problems» и Сибирского журнала вычислительной математики, член редколлегий Сибирского журнала индустриальной математики, журналов Open Applied Mathematics Journal, Numerical Functional Analysis and Optimization.

## Награды
- Памятная медаль «За вклад в развитие Новосибирской области» (2012)
- Почётные грамоты СО РАН, администрации Новосибирской области
- Медаль ордена «За заслуги перед Отечеством» II степени.